# La „Moara cu noroc”
La „Moara cu noroc”, menționat uneori La Moara cu noroc sau Moara cu noroc, este un film dramatic românesc din 1957 regizat de Victor Iliu după nuvela „Moara cu noroc” a scriitorului Ioan Slavici. 
Dramă psihologică cu acțiunea plasată în anii 1870, la un han izolat, în împrejurimile Ardealului. Sunt realizate succesiv două scenarii literare datorate lui Alexandru Struțeanu și Titus Popovici, elemente din ambele scenarii acceptate de producător în 1956.
Filmul a fost nominalizat la Festivalul Internațional de Film de la Cannes pentru marele premiu Palme d'Or în anul 1957.

## Rezumat
Cizmarul Ghiță, familist și cu oarece „chiag”, renunță să mai repare cizmele sătenilor și împreună cu frumoasa sa soție, Ana, cumpără un han, destul de izolat din apropierea Aradului, mutându-se acolo împreună cu copiii și soacra. Însă dorința sa de a avea cât mai mulți bani îl face să se asocieze cu Lică Sămădăul, un tâlhar la drumul mare. Asocierea cu Lică Sămădăul duce în final la dezumanizarea sa, distrugerea sa și a familiei lui.

## Distribuție
- Constantin Codrescu — Ghiță, cârciumarul de la hanul „Moara cu noroc”, fost cizmar în târgul Ineu[7]
- Ioana Bulcă — Ana, soția lui Ghiță (menționată Ioana Bulca-Diaconescu)
- Geo Barton — Lică Sămădăul, supraveghetorul turmelor de porci ale baronului Árpád Vermessy
- Colea Răutu — căprarul Pintea, jandarmul de la Ineu care a fost mai demult tovarăș de tâlhărie cu Lică
- Marietta Rareș — „Bătrâna”, soacra lui Ghiță (menționată Marieta Rares)
- Gheorghe Ghițulescu — Răuț, omul de încredere al lui Lică, tâlhar la drumul mare (menționat Gheorghe Ghitulescu)
- Benedict Dabija — Buză Ruptă, un ajutor al lui Lică, tâlhar la drumul mare
- Ion Atanasiu–Atlas - Săilă Bouarul, un alt ajutor al lui Lică, tâlhar la drumul mare (menționat I. Atanasiu–Atlas)
- Willy Ronea — comisarul de jandarmi
- Valeria Gagealov — doamna în doliu care este ucisă în pădure (menționată Valeria Gagialov)
- Sandu Sticlaru — Marțzi, sluga lui Ghiță
- Aurel Cioranu — Lae, sluga lui Ghiță
- George Manu (menționat G. Manu)
- Nae Săvulescu (menționat N. Savulescu)
- Dem. Hagiac (menționat D. Hagiac)
- Carol Kron (menționat C. Cron)
- N. Angelescu
- T. Dănescu (menționat T. Danescu)
- Gheorghe Soare (menționat G. Soare)
- Mircea Cojan (menționat M. Cojan)
- Gheorghe Gîmă (menționat G. Gîmă)
- Gheorghe Cărare (menționat G. Carare)
- Olga Tudorache — Uța, slujnica lui Ghiță, iscoada lui Pintea (menționată O. Tudorache)
- Mircea Balaban — avocatul lui Lică Sămădăul (menționat M. Balaban)
- Arcadie Donos	(menționat A. Donos)
- V. Fătu (menționat V. Fatu)
- Mihai Vasile Boghiță — Hanțl, jandarmul ucis de tâlhari (menționat V. Boghita)
- N. Cristescu
- G. Anghel
- Ion Niciu	(menționat I. Niciu)
- L. Pop
- Alexandru Lungu (menționat A. Lungu)
- A. Gorea — copil
- I. Ștefănescu — copil (menționat I. Stefanescu)
- E. Ursu — copil

## Producție
Regizorul Victor Iliu a afirmat „Când am realizat La moara cu noroc s-a vorbit despre o influență a western-ului, acest gen cinematografic atât de intim legat de tradițiile culturale și istoria poporului american. Toate existau în nuvela pe care Slavici a scris-o cu mult timp înainte de afirmarea western-ului în spiritul unui realism critic evaluat.” (1956)

## Primire
Filmul a fost vizionat de 5.009.055 de spectatori în cinematografele din România, după cum atestă o situație a numărului de spectatori înregistrat de filmele românești de la data premierei și până la data de 31 decembrie 2014 alcătuită de Centrul Național al Cinematografiei.

## Legături externe
- La „Moara cu noroc” la Internet Movie Database
- La moara cu noroc, cinemagia.ro